# Iosif Tołczanow
Iosif Tołczanow (ros. Иосиф Толчанов, prawdziwe nazwisko Tołczan, ur. 29 kwietnia?/11 maja 1891 w Moskwie, zm. 24 sierpnia 1981 w Moskwie) – rosyjski aktor teatralny i filmowy, reżyser teatralny i pedagog okresu radzieckiego. Ludowy Artysta ZSRR (1962).

## Życiorys
Urodził się w Moskwie. W latach 1911–1914 studiował na Uniwersytecie w Liège. Po 1917 roku rozpoczął naukę aktorstwa w moskiewskim studiu teatralnym, które w 1918 weszło w skład Moskiewskiego Studio Dramatycznego Jewgienija Wachtangowa, gdzie kontynuował naukę, a następnie zaczął reżyserować. Od 1920 zajął się również działalnością pedagogiczną, w 1946 uzyskał tytuł profesora. Był wykładowcą w Wyższej Szkole Teatralnej im. Borysa Szczukina oraz w uzbeckim studium teatralnym i w jakuckim studium Państwowego Instytutu Sztuki Teatralnej. Zmarł w Moskwie, został pochowany na moskiewskim Cmentarzu Nowodziewiczym.

## Wybrana filmografia
- 1924: Aelita (Аэлита)
- 1925: Krojczy z Torżka (Закройщик из Торжка)
- 1938: Rodzina Oppenheimów (Семья Оппенгейм)
- 1939: Lenin w 1918 roku (Ленин в 1918 году)
- 1940: W poszukiwaniu radości (В поисках радости)[1]
- 1953: Okręty szturmują bastiony (Корабли штурмуют бастионы)

## Odznaczenia i nagrody
- Order Lenina (1971)
- Nagroda Stalinowska (1950)
- Order Rewolucji Październikowej (1981)
- Order Czerwonego Sztandaru Pracy (1946)
- Medal 800-lecia Moskwy (1948)
- Medal „Za ofiarną pracę w Wielkiej Wojnie Ojczyźnianej 1941–1945” (1946)